# ニューデリーオートエクスポ
ニューデリーオートエクスポ (Auto Expo in New Dehli) は、インドのデリー首都圏で隔年開催されるモーターショー。
第10回オートエクスポ（2008年開催）では、タタ・モーターズの低価格自動車が出展され、話題を呼んだ。

## 開催概要
2012年の第11回オートエクスポまでは、ニューデリーのプラガティ・マイダン国際展示場で1月に開催されていた。
2014年の第12回オートエクスポは開催時期が2月にずらされ、また展示会も2つに分割された。部品展示会がプラガティ・マイダンで2月6日から9日まで開催される。一方、自動車展示会の方は開催場所をデリー首都圏・グレーター・ノイダのインディア・エクスポ・マートに移し、2月5日から11日まで開催される（一般公開は7日から）。
| 開催回 | 開催年月日          |
| ------ | ------------------- |
| 11     | 2012年1月7日～11日  |
| 10     | 2010年1月5日～11日  |
| 9      | 2008年1月10日～17日 |
| 8      | 2006年1月12日～17日 |
| 7      | 2004年1月15日～20日 |
| 6      | 2002年1月15日～22日 |
| 5      | 2000年1月12日～18日 |
| 4      | 1998年1月15日～21日 |
| 3      | 1996年2月21日～27日 |
| 2      | 1993年12月7日～15日 |
| 1      | 1986年1月3日～12日  |

## 2014年
オートエクスポにおける発表車種：

### 市販車[2]
- アバルト・500（インド初公開）[3]
- アショック・レイランド・ドスト ダンプ仕様[2]
- アショック・レイランド・MiTR
- アショック・レイランド・パートナー
- アショック・レイランド・スタイル カスタム仕様
- アウディ・A3カブリオレ（インド初公開）
- アウディ・A3セダン（インド初公開）
- バジャージ・RE60[4]
- BMW・3シリーズグランツーリスモ（インド初公開）
- BMW・i8（インド初公開）
- BMW・M6グランクーペ（インド初公開）
- BMW・X5（インド初公開）
- シボレー・ビート フェイスリフト（インド初公開）
- シボレー・カマロ ZL1（インド初公開）
- シボレー・コルベットスティングレー（インド初公開）[5]
- シボレー・トレイルブレイザー（インド初公開）
- ダットサン・GO/GO+（インド初公開）
- DC Avanti[6]
- フィアット・リネア フェイスリフト（インド初公開）
- フォード・フィエスタ フェイスリフト（インド初公開）
- 2014 フォード・フィーゴ
- ホンダ・アコードハイブリッド（インド初公開）
- ホンダ・ジャズ（インド初公開）
- ホンダ・モビリオ（インド初公開）
- ヒュンダイ・サンタフェ（インド初公開）
- ヒュンダイ・エクセント[7]
- いすゞ・D-MAX スペースキャブ（インド初公開）
- いすゞ・NHR（インド初公開）
- ジャガー・Fタイプ（インド初公開）
- 2014ジャガー・XJ（インド初公開）
- 2014ランドローバー・ディスカバリー（インド初公開）
- マヒンドラ・e2o EV（Quick2Charge搭載）
- マヒンドラ・ロードキング ズームコンテナ
- マヒンドラ・クアント autoSHIFT
- マヒンドラ・トロ25
- マヒンドラ・ツーリスターコスモ 40シーター
- マヒンドラ・トラコ49
- マヒンドラ・トラクソ37
- マルチスズキ・セレリオ
- マルチスズキ・シアズ
- マルチスズキ・スイフトスポーツ（インド初公開）
- マルチ・SX4 S-CROSS（インド初公開）
- メルセデス・ベンツ・CLA 45 AMG（インド初公開）
- メルセデス・ベンツ・GLAクラス（インド初公開）
- メルセデス・ベンツ・M ガード（インド初公開）
- ミニJCW（インド初公開）[8]
- 日産・エヴァリア フェイスリフト
- 日産・サニー フェイスリフト
- レンジローバー ロングホイールベース
- 2014 レンジローバー・イヴォーク 9速AT（インド初公開）
- ルノー・ダスター アドベンチャーエディション[9]
- ルノー・フルエンス フェイスリフト（インド初公開）[9]
- ルノー・コレオス フェイスリフト（インド初公開）[9]
- ルノー・メガーヌRS フェイスリフト（インド初公開）[9]
- ルノー・ゾエ（インド初公開）
- 雙龍・レクストン 2.0L（インド初公開）
- 雙龍・ロディウス（インド初公開）
- シュコダ・イェティ フェイスリフト（インド初公開）
- タタ・ボルト[10]
- タタ・エースジップXL
- タタ・LPS4923 リフトアクスルトラクター
- タタ・プリマCX 1618.T
- タタ・プリマ4032.S LNG
- タタ・ウルトラ614
- タタ・スターバス アーバンFE パラレルハイブリッドバス
- タタ・スターバス アーバン 9/18 FE 連節バス
- タタ・ゼスト[11]
- トヨタ・カローラアルティス（インド初公開）
- トヨタ・エティオスクロス
- トヨタ・GT86（インド初公開）
- トヨタ・ハイエース（インド初公開）

### コンセプトカー[2]
- アウディ・スポーツクワトロコンセプト（インド初公開）
- バジャージ・Uカー
- シボレー・アドラ
- ダットサン・レディGO
- DC・エレロン SUV
- DC・ティア 2シーター
- フィアット・アヴェントゥーラ
- フォード・フィーゴ コンパクトセダン[12]
- ホンダ・NSX（インド初公開）
- ホンダ・Vision XS-1
- ヒュンダイ・HND-9[13]
- ジャガー・C-X17（インド初公開）
- マヒンドラ・eマキシモ EV
- マヒンドラ・ヘイロー EV
- マヒンドラ・M1エレクトロ フォーミュラEレースカー
- マヒンドラ・ベリートEV[14]
- マヒンドラ・XUV500 ディーゼルハイブリッド
- マルチスズキ・スイフト レンジエクステンダー（インド初公開）
- 日産・Friend-ME（インド初公開）
- 日産・GT-R GT500レースカー（インド初公開）[15]
- ピアッジオ・NT3（インド初公開）[16]
- ルノー・KWID
- 雙龍・LIV-1（インド初公開）[17]
- タタ・アドベンチャー
- タタ・コネクトネクスト
- タタ・マジックアイリスEV
- タタ・ナノツイスト アクティブ
- タタ・ナノツイスト F-Tronic
- タタ・ネクソン
- タタ・サファリストームLadakh
- タタ・スモーエクストリーム
- フォルクスワーゲン・タイグン

### 二輪車[2]
- アプリリア・カポノルド1200（インド初公開）
- アプリリア・RSV4 R ABS（インド初公開）
- バジャージ・パルサー SS400/CS400
- DSKヒョースン・アクイラ250
- DSKヒョースン・GD 250N
- DSKヒョースン・RT125 D
- ハーレーダビッドソン・ストリート750（インド初公開）
- ヒーロー・デア 125ccスクーター
- ヒーロー・ハスター
- ヒーロー・アイオン 水素燃料電池車コンセプト
- ヒーロー・パッションプロTR
- ヒーロー・シンプリシティ 電動バイク
- ヒーロー・スプレンダープロクラシック カフェレーサー
- ヒーロー・ZIR 150ccスクーター
- ホンダ・アクティバ125
- ホンダ・CBR 650F
- 2014 ホンダ・CBR1000RR SP
- 2014 ホンダ・CBトリガー
- ホンダ・CX01コンセプト
- 2014 ホンダ・ドリーム・ユガ
- マヒンドラ・カフェレーサーコンセプト
- マヒンドラ・モジョ
- マヒンドラ・スクランブラーコンセプト
- モト・モリーニ・グランパッソ（インド初公開）
- モト・モリーニ・スクランブラー（インド初公開）
- モト・グッツィ・カリフォルニア1400ツーリング（インド初公開）
- 2014 モト・グッツィ・V7（インド初公開）
- ピアッジオ・リバティ125（インド初公開）
- スズキ・ギクサー[18]
- スズキ・レッツ[18]
- スズキ・V-Strom 1000 ABS（インド初公開）
- テラ・A4000i 電動スクーター（インド初公開）
- テラ・極 電動オートバイ
- テラ・T4 電動トライク（インド初公開）
- トライアンフ・デイトナ675（インド初公開）
- TVS・ドラケンコンセプト
- TVS・グラファイトコンセプト
- TVS・スクーティーゼスト 110ccスクーター
- TVS・スターシティ+
- TVS・ウィーゴー
- UM・レネゲイドコマンドー
- UM・レネゲイドスポーツ
- UM・エクストリート
- バルデンチ・T5
- ベスパ・946（インド初公開）
- ベスパS（インド初公開）
- ヤマハ・アルファ 110 cc スクーター
- ヤマハ・FZ-Sコンセプト
- ヤマハ・R25コンセプト（インド初公開）
- ヤマハ・YZF-R15 スペシャルエディション

## 参照
1. ↑   https://www.afpbb.com/articles/-/2334434?pid=2509722
2. 1 2 3 4  “Auto Expo 2014”.   Indian Autos blog. 2014年2月5日閲覧。
3. ↑  Sagar Patel (2014年2月6日). “Fiat unveils Linea Facelift and 500 Abarth: Delhi Auto Expo”.   Rush Lane. 2014年2月6日閲覧。
4. ↑  Anjan Ravi (2014年2月10日). “Auto Expo Live – Bajaj RE60 details released, achieves 37 km/l mileage”.   Indian Autos blog. 2014年2月14日閲覧。
5. ↑  “Chevrolet Adra, Beat facelift, Corvette Stingray at Auto Expo”.   Rush Lane (2014年2月5日). 2014年2月5日閲覧。
6. ↑  Karthik H (2014年2月7日). “Auto Expo Live – DC Avanti production-version unveiled”.   Indian Autos blog. 2014年2月14日閲覧。
7. ↑  “Hyundai Xcent compact sedan revealed; Launch in March”.   Indian Autos blog (2014年2月4日). 2014年2月5日閲覧。
8. ↑  Pearl Daniels (2014年2月10日). “MINI John Cooper Works at 2014 Delhi Auto Expo”.   Rush Lane. 2014年2月14日閲覧。
9. 1 2 3 4  Sagar Patel (2014年2月6日). “Renault Duster Special Edition, Fluence, Koloeos facelift, KWID, Megane: 2014 Auto Expo”.   Rush Lane. 2014年2月6日閲覧。
10. ↑  “Breaking – Tata BOLT hatchback unveiled”.   Indian Autos blog (2014年2月3日). 2014年2月5日閲覧。
11. ↑  “Breaking – Tata ZEST compact sedan unveiled”.   Indian Autos blog (2014年2月3日). 2014年2月5日閲覧。
12. ↑  “Breaking – Ford Figo Concept sub-4 meter sedan unveiled”.   Indian Autos blog (2014年2月3日). 2014年2月5日閲覧。
13. ↑  Nabanita Singha Roy (2014年2月10日). “Hyundai Santa Fe launch and HND-9 concept: Auto Expo”.   Rush Lane. 2014年2月14日閲覧。
14. ↑  Nabanita Singha Roy (2014年2月6日). “Mahindra Quanto AMT, Verito Electric, XUV500 Hybrid #AutoExpo”.   Rush Lane. 2014年2月6日閲覧。
15. ↑  Sagar Patel (2014年2月11日). “New Nissan Evalia, Micra, Terrano and GT-R GT500: Auto Expo 2014”.   Rush Lane. 2014年2月14日閲覧。
16. ↑  Karthik H (2014年2月10日). “Auto Expo Live – Piaggio NT3 concept showcased”.   Indian Autos blog. 2014年2月14日閲覧。
17. ↑  Sagar Patel (2014年2月11日). “SsangYong Rexton, Rodius, and LIV-1 concept at Auto Expo”.   Rush Lane. 2014年2月14日閲覧。
18. 1 2  Anjan Ravi (2014年2月8日). “Auto Expo Live – Suzuki Gixxer and Let’s showcased”.   Indian Autos blog. 2014年2月14日閲覧。